# محوطه دشت مختارآباد
محوطه دشت مختار آباد مربوط به دوران‌های تاریخی پس از اسلام است و در آران و بیدگل، جنوب شرقی شهرک صنعتی بیدگل واقع شده و این اثر در تاریخ ۷ مهر ۱۳۸۱ با شمارهٔ ثبت ۶۵۴۰ به‌عنوان یکی از آثار ملی ایران به ثبت رسیده است.